# Satyrus divnogorski
Satyrus divnogorski är en fjärilsart som beskrevs av Bang-haas 1927. Satyrus divnogorski ingår i släktet Satyrus och familjen praktfjärilar. Inga underarter finns listade.